# 李倪昱
李倪昱，字爾昭，號偶亭，福建晋江人，是一名清朝政治人物。
李倪昱為康熙五十九年（1720年）舉人，雍正五年（1727年）授永福縣儒學教諭。雍正七年（1729年）調諸羅縣儒學教諭，1737年接替褚菊书任上海县知县一职，1738年由徐艮模接任。